# Usok, Iampil
Usok (în ucraineană Усок) este o comună în raionul Iampil, regiunea Sumî, Ucraina, formată numai din satul de reședință.

## Demografie
Componența lingvistică a comunei Usok
     Ucraineană (98,44%)
     Rusă (1,13%)
     Alte limbi (0,42%)
Conform recensământului din 2001, majoritatea populației comunei Usok era vorbitoare de ucraineană (98,44%), existând în minoritate și vorbitori de rusă (1,13%).